# 曹世平
曹世平（1958年11月—），山西省左云县人，中华人民共和国政治人物。原灵丘县人民政府县长、中共阳高县委书记。

## 生平
1958年11月，曹世平出生在山西省左云县。
1975年3月，曹世平在山西省朔县（今朔州市）神头镇北邵庄村插队成为一名知识青年。1978年3月，曹世平进入太原市重机学院铸造专业学习，1982年1月毕业后成为山西省雁北行署标准局、经济委员会的一名科员，次年10月转任雁北行署办公室工业组干事，期间于1984年7月加入中国共产党，1986年10月出任办公室信息科副科长，1990年10月出任办公室工业科科长，1992年10月升任办公室副主任。1993年雁北行署撤销之后，曹世平改任大同市人民政府办公室副主任，1997年10月转任大同市人民政府副秘书长。2001年3月，曹世平调任中共灵丘县委副书记、县长。2006年6月调任中共阳高县委书记。2012年6月，曹世平出任大同市人大常委会副主任、党组成员，2018年12月卸任退休。

### 落马
2023年10月，曹世平涉嫌严重违纪违法，主动投案，接受山西省纪委监委纪律审查和监察调查。
2024年4月24日，曹世平遭到开除党籍处分。5月23日，阳泉市人民检察院依法以涉嫌受贿罪对曹世平作出逮捕决定。